# Снежный гриф
Снежный гриф, или кумай, или гималайский гриф, Гималайский сип (лат. Gyps himalayensis) — вид хищных птиц рода грифы.
Крупная птица. Вес 8—12 кг, длина 116—150 см, размах крыльев до 310 см.
Обитает в высокогорьях (2000—5000 м) Гималаев, Монголии, Саян, Тибета, Хубсугула, Памира, Тянь-Шаня, Джунгарского и Заилийского Алатау.
Совершает вертикальные сезонные кочевки, спускаясь зимой ниже. Питается падалью, в основном копытных животных.
По окраске похож на белоголового сипа, подвидом которого ранее считался. Но светлее последнего, светлый воротник не пуховой, а перьевой. Молодые птицы более тёмные.
Гнездится поодиночке или группами до 6 пар на скалах. В кладке 1 яйцо; гнездовой сезон занимает более 7 мес.

## Галерея

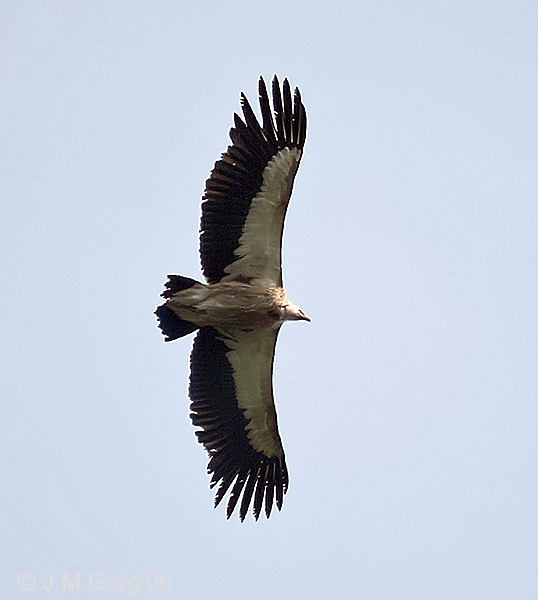
В полёте
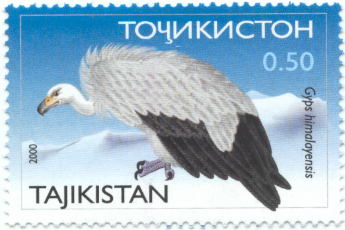
На марке Таджикистана
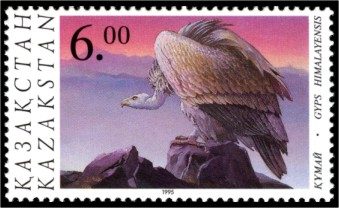
На марке Казахстана
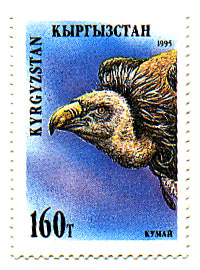
На марке Кыргызстана
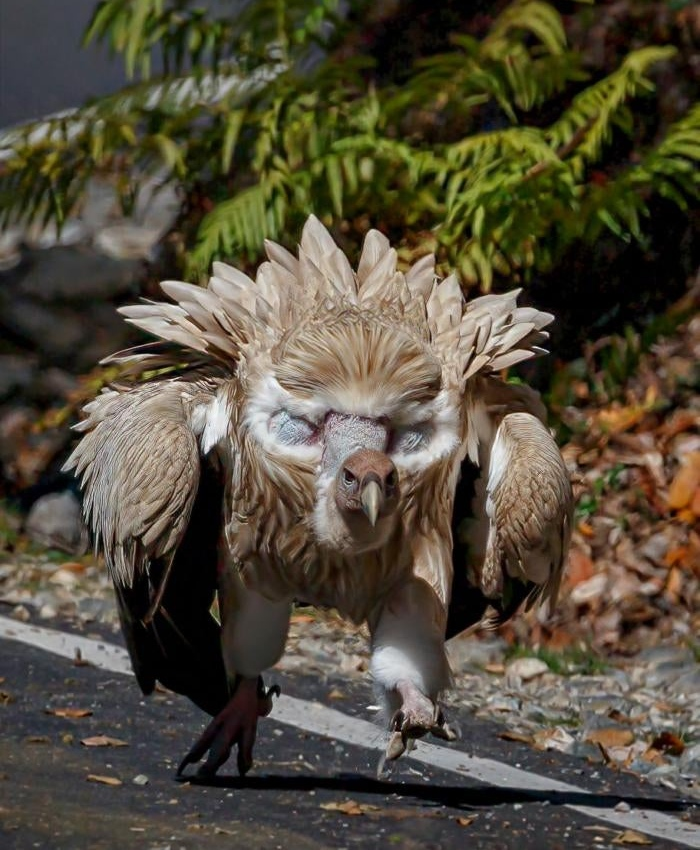
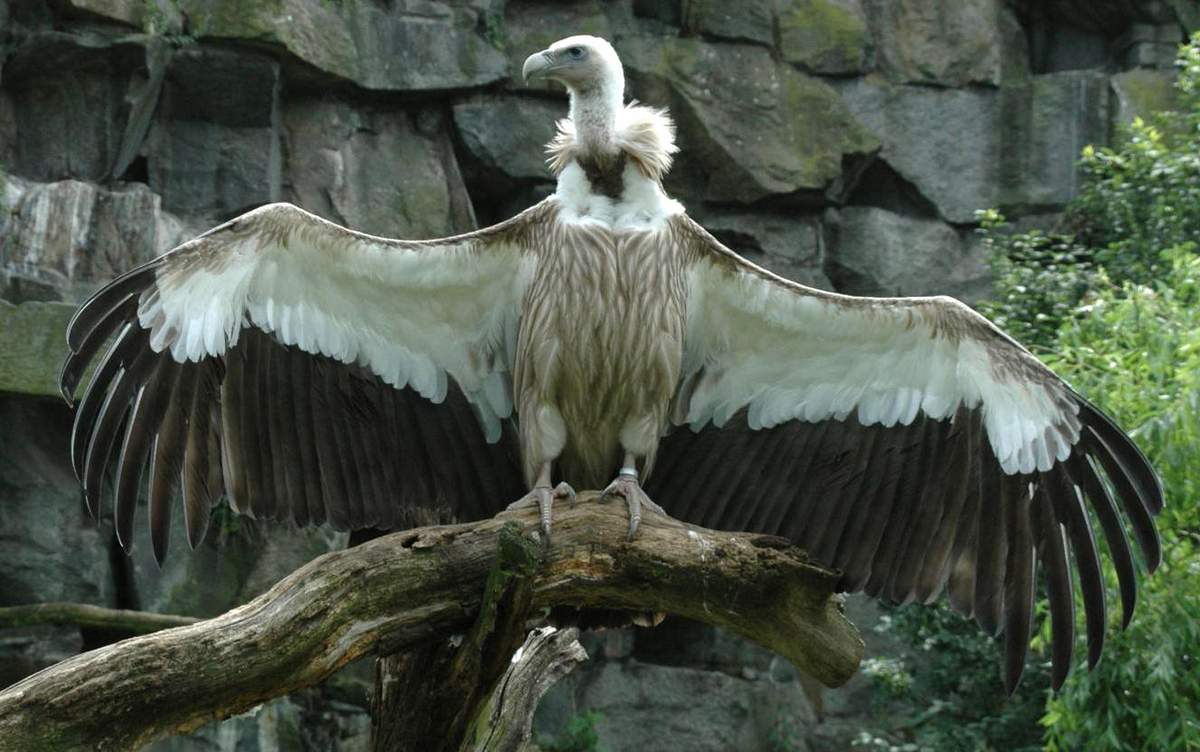